# Chabab Riadhi Village Moussa
 (septembre 2024).
Si vous disposez d'ouvrages ou d'articles de référence ou si vous connaissez des sites web de qualité traitant du thème abordé ici, merci de compléter l'article en donnant les références utiles à sa vérifiabilité et en les liant à la section « Notes et références ».
Maillots
Dernière mise à jour : 20 septembre 2023.
Le Chabab Riadhi Village Moussa (en arabe : الشباب الرياضي لحي موسى), plus couramment abrégé en Chabab Village Moussa ou encore en CRVM, est un club algérien de football fondé en 1989 et basé dans le quartier de Village Moussa à Jijel.

## Histoire
Le club est fondé en 1989.

## Identité du club

### Logo et couleurs
Depuis la fondation du Chabab Riadhi Village Moussa en 1989, ses couleurs sont le Noir et le Blanc.

Logo actuel.

### Stade
Le CRVM reçoit ses matches au stade el akid amirouch

## Siège
Le siège du club se situe au quartier de Village Moussa à Jijel.